# NEABBS
NEABBS  (Nederlands Eerste Algemene Bulletin Board System) was een van de eerste BBS'en in Nederland. Het was in eerste instantie opgezet voor gebruikers van Atari-computers (waarop via een seriële poort een 2400-baudmodem aangesloten kon worden). NEABBS was een betaald BBS. UUCP-berichten verzenden was bijvoorbeeld een betaalde dienst. NEABBS had ook al meerdere telefoonlijnen in een tijd dat dat nog bijzonder was. Het BBS had ook een hackersectie waar men allerlei dubieuze zaken kon lezen en bediscussiëren. De sysop was de in 2010 overleden Max Keizer.